# Édouard Levé
Édouard Levé (Neuilly-sur-Seine, 1 de enero de 1965 – 15 de octubre de 2007, París) fue un artista, escritor y fotógrafo francés.

## Carrera
Levé era artista autodidacta y estudió negocios en la Escuela Superior de Ciencias Económicas y Comerciales. Comenzó a pintar en 1991 y sus primeras obras fueron pinturas abstractas, campo que abandonó tempranamente (se dice que incluso quemó la mayor parte de las obras) para dedicarse a la fotografía, después de realizar un viaje de dos meses por la India en 1995.

## Libros y fotografías
El primer libro de Levé, Oeuvres (2002), es una lista imaginaria de más de 500 obras de arte, conceptuales e inexistentes del autor, a pesar de que algunas de las ideas presentadas fueron tomadas posteriormente como premisas de proyectos posteriores (por ejemplo los libros de fotografía Amérique y Pornographie).
Durante su viaje a EE. UU. en 2002 escribió Autoportrait y fotografió su serie Amérique, fotografías de ciudades pequeñas de EE. UU. que también daban nombre a otras ciudades en otros países. Autoportrait, en cambio, consiste en una serie de textos y pensamientos desordenados del propio autor que se consideran una auto-representación de él mismo, a "collection of fragments by a literary cubist".
Su último libro, Suicide, a pesar de ser ficción, evoca el suicidio de su amigo de la infancia 20 años antes, y quien también había sido mencionado en Autoportrait. Se suicidó diez días después de entregar el manuscrito a su editor. Tenía 42 años.

## Influencia
En la novela de Hervé Le Tellier, Enough About Love, uno de sus capítulos rinde homenaje a Édouard Levé, quien aparece representado como Hugues Léger. Por otro lado, su libro Autoportrait y su estilo introspectivo y fragmentado es imitado en uno de los capítulos del libro titulado Definition.
El libro de Gérard Gavarry, Expérience d'Edward Lee,Versailles (P.O.L., 2009), está inspirado en cien fotografías tomadas por Levé.

## Premios
- 2013 Best Translated Book Award, finalista, Autoportrait[5]

## Obras de Levé
Series fotográficas
- 1999: Homonymes (fotografías de gente común con nombres de personas famosas)

- 1999: Rêves Reconstitués

- 2000–2002: Angoisse, Philéas Fogg (fotos tomadas en la ciudad de Angoisse, cuyo nombre en francés significa "angustia")

- 2001–2002: Actualités (serie fotográfica que juega con los estereotipos de la fotografía de prensa[6])

- 2002: Pornographie (modelos vestidas pero fotografiadas en posición pornográfica)

- 2003: Rugby (modelos vestidas de calle fotografiadas en posiciones de rugby)

- 2003: Quotidien (fotografías que representan a personas comunes y anónimas, con su ropa de a diario, en fondo negro[7])

- 2003: Reconstitutions, Philéas Fogg, ISBN 2-914498-13-6 (reúne las fotografías de Actualités y Quotidien)

- 2006: Fictions, P.O.L ( grupos "enigmáticos" de personas vestidas de negro sobre un fondo negro)

- 2006: Amérique, Léo Scheer, ISBN 2-7561-0064-1 (fotografías de EE. UU. que comparten el nombre con otras ciudades del mundo)

Libros
- 2002: Oeuvres, P.O.L

- 2004: Journal, P.O.L (playing on journalistic stereotypes in the fashion of Actualités)

- 2005: Autoportrait, P.O.L; English translation 2012, Dalkey Archive Press, ISBN 1-56478-707-9

- 2008: Suicide, P.O.L; English translation 2011, Dalkey Archive Press, ISBN 1-56478-628-5

- 2012. Selbstmord. Matthes & Seitz, Berlín ISBN 978-3-88221-591-5.

- 2013. Autoportrait Matthes & Seitz, Berlín ISBN 978-3-88221-068-2.